# Muzeul „Emil Isac” din Cluj-Napoca
Muzeul memorial „Emil Isac” din Cluj-Napoca a fost un muzeu cu profil de istoria literaturii dedicat poetului Emil Isac (1886-1954), un exponent al literaturii progresiste din Transilvania în prima jumătate a sec. al XX-lea. 
Situat pe strada care îi poartă numele, în casa locuită de familia Isac din anul 1895, muzeul a funcționat din 1955 în casa naționalizată și care a fost retrocedată familiei în anul 1995; ca urmare a acestei retrocedări, muzeul a fost desființat în anul 2001. 
Muzeul conținea o colecție de fotografii, manuscrise, corespondența a familiei poetului, documente, ziare, reviste și obiecte ce au aparținut poetului. Fiind proprietatea statului, după desființarea muzeului exponatele au fost transferate la Biblioteca Județeană „Octavian Goga” care a recondiționat mobilierul, a inventariat biblioteca și moștenirea literară și le-a expus la etajul patru. Biblioteca lui Emil Isac conține aproximativ 1.700 de volume în diferite limbi. Multe dintre cărți, scrise în română și în maghiară, cuprind dedicații semnate de autori pentru Emil Isac.